# Hischam I.
Hischam ibn Abd ar-Rahman (arabisch هشام بن عبد الرحمن, DMG Hišām b.ʿAbd ar-Raḥman, spanisch Hixem I de Al-Ándalus ‚Hischam I. von al-Andalus‘, * 757; † 796) war von 788 bis 796 der zweite Emir von Córdoba aus der Dynastie der Umayyaden von al-Andalus.
Hischam I. trat 788 die Nachfolge seines Vaters Abd ar-Rahman I. im Emirat von Córdoba an. Er musste sich dabei gegen seinen älteren Bruder Sulaiman sowie seinen jüngeren Bruder Abdallah durchsetzen. 
Während Hischams gesamter Regierungszeit kam es zu Feldzügen gegen die christlichen Reiche im Norden. Auch wenn die Muslime einige Niederlagen erleiden mussten – z. B. bei Burgos (791) oder Lugo (793) – blieb ihre Vorherrschaft auf der Iberischen Halbinsel unangefochten. Der erfolgreichste Feldzug Hischams führte über die Pyrenäen nach Septimanien, wo im Jahr 793 ein Heer der Franken bei Narbonne besiegt werden konnte. Der Historiker Ibn al-Athir schrieb um 1230:
„In diesem Jahr (793) schickte Hischam I., der Herr von al-Andalus, ein großes Heer unter dem Befehl von Abd al-Malik b. Abd al-Wahid b. Mughith in das Feindesland. Sie eroberten Narbonne und drangen bis nach Girona vor. Er begann mit Girona, wo eine fränkische Garnison war, tötete die Männer, zerstörte die Stadtmauer und die Türme und überwachte die Eroberung. Von dort zog er nach Narbonne, tat dort dasselbe und zog durch die Cerdagne. Er tat den Frauen Gewalt an, tötete Kämpfer und durchzog monatelang das Land, zerstörte die Festungen, brandschatzte und machte Beute. Er trieb die Fliehenden vor sich her, drang tief in das Land ein und kehrte mit einer Beute, die nur Gott kannte, zurück. Das ist einer der berühmtesten Kriegszüge der Muslime von al-Andalus.“
Unter Hischam I. begann auch die Verbreitung der Rechtsschule der Malikiten in al-Andalus. Als er 796 starb, trat sein Sohn al-Hakam I. die Thronfolge an.